# Comunione e assunzione della Maddalena
La Comunione e assunzione della Maddalena è un dipinto a tempera su tavola (18x42 cm) di Sandro Botticelli, databile al 1491-1493 circa e conservato nel Philadelphia Museum of Art di Filadelfia.

## Storia
Il pannello fa parte della predella di una pala d'altare per il monastero fiorentino di Sant'Elisabetta delle Convertite a Firenze, dove era stata finanziata dall'Arte dei Medici e Speziali. Il monastero ospitava prostitute pentite, per questo la figura di riferimento era Maria Maddalena a cui è dedicata la predella.
Con la soppressione del 1808 il patrimonio dell'istituzione sacra venne disperso. La pala in particolare, oggi al Courtauld Institute di Londra, venne separata dalla predella, che era originariamente un'unica tavola lignea, venne segata in più scomparti e dopo messa sul mercato antiquario. Oggi trova al Philadelphia Museum of Art.

## Descrizione e stile
La scena mostra gli ultimi momenti della vita di Maria Maddalena, in cui riceve la comunione per l'ultima volta e poi ascende al cielo, grazie a due angeli.
La scena è equilibratamente composta in due parti, raccordate prospetticamente. A destra la comunione per opera di un vescovo tra due diaconi entro un edificio con un lato aperto (che ricorda da vicino il sobrio stile fiorentino, con esempi come la Cappella Pazzi), a sinistra l'ascensione, ambientata nel deserto, con un'aspra roccia dietro la Maddalena che lascia intravedere al centro un lontano paesaggio lacustre. La scena riecheggia la pala dell'Assunzione di santa Maria Maddalena di Antonio del Pollaiolo (1460 circa). In basso si inginocchia uno spettatore, forse san Giovanni apostolo.